# День Сави
Савин день — день народного календаря слов'ян, що відзначається 5 грудня. У слов'янському православ'ї свято святого Сави — один з ритуально зазначених днів, наступних один за одним і утворюють єдиний комплекс: День Варвари, день Сави, день Зимнього Миколи.
Сава — батько зимового Миколи. Наступного дня, 6 грудня, українці відзначають День святого Миколая.

## Святкування
День Сави вважається одним з веселих українських свят. У родинах, де є чоловік з таким ім'ям, здавна справляли жартівливі обряди пошанування іменинникові.

Дослідник українських звичаїв Олександр Токар так описував святкування:
Біжимо до школи рано-рано. Надворі ще темно, але хата дядьки Сави уже світиться вікнами. Потихеньку завертаємо у двір і починаємо частівку: «Як був Сава, то не їв сала, а їв паляниці, щоб любили молодиці». Ось у дверях загуркотів засув і на поріг став дядько Сава, рудий, аж червоний у світлі, що падає на нього з хати. Ми, як горобці, розбігаємось вусібіч, але дядько в гарному настрої.
Цього дня не було заведено їсти скоромного, бо зазвичай ще тривав піст. До столу подавали капусту, квашені яблука, пироги з картоплею та квасолею, оселедці.

## Прислів'я
Зі святом Сави пов'язано багато прислів'їв та приказок:
- Сава приїхав на білих санчатах.
- Варвари ночі увірвали, а Сава став день доточувати.
- Сава мостить, а Микола гвоздить.
- На Сави сільські жінки брались до рукоділля, є приказка: «Прийшла пора і савити, і варварити, і куделю прясти». Про жінку, що не хотіла прясти, казали: «Савила та варварила і сорочки собі не справила».